# John George Vlazny
John George Vlazny (Chicago, 22 de fevereiro de 1937 – Beaverton, 23 de maio de 2025) foi um prelado americano da Igreja Católica Romana.

## Carreira
Vlazny foi o décimo arcebispo de Portland em Oregon, servindo de 1997 a 2013. Ele serviu anteriormente como Bispo Auxiliar de Chicago (1983–1987) e Bispo de Winona (1987–1997). Em 29 de janeiro de 2013, o Papa Bento XVI anunciou a aceitação de sua renúncia, com o bispo Alexander King Sample para sucedê-lo em Portland.

## Morte
Vlazny morreu em sua residência, em Beaverton, Oregon, no dia 23 de maio de 2025, aos 88 anos.